# Smells Like Teen Spirit
Smells Like Teen Spirit – singel amerykańskiego zespołu grunge’owego Nirvana, wydany w 1991 roku na albumie Nevermind. Został napisany przez Kurta Cobaina, Krista Novoselica i Dave’a Grohla, produkcją zajął się zaś Butch Vig. Charakterystyczne cechy utworu to budowa zwrotka-refren, czteroakordowy riff użyty we wstępie oraz w refrenie, a także kontrast między cichymi i spokojnymi zwrotkami a głośnym, dynamicznym refrenem.
Sukces „Smells Like Teen Spirit” sprawił, że Nevermind trafił na szczyty list przebojów na początku 1992 – okresu, który często jest określany wyjściem rocka alternatywnego z podziemia. Utwór był pierwszym i największym przebojem Nirvany, uplasował się na 6. miejscu listy Hot 100 magazynu Billboard. Ponadto osiągnął w Stanach Zjednoczonych status platynowej płyty (co oznacza co najmniej milion sprzedanych egzemplarzy), podczas gdy album Nevermind w 1999 osiągnął w tym kraju status dziesięciokrotnej platynowej płyty, co oznacza sprzedaż ponad 10 milionów egzemplarzy.
Utwór zyskał również uznanie krytyków, zdobywając tytuł singla roku (i albumu roku dla Nevermind) w plebiscycie Village Voice Pazz & Jop i wygrywając dwukrotnie MTV Video Music Awards za teledysk. Został okrzyknięty „hymnem apatycznych dzieci” pokolenia X.

## Historia utworu

### Nagrywanie
W wywiadzie dla magazynu Rolling Stone w styczniu 1994 Kurt Cobain wyjawił, że „Smells Like Teen Spirit” był próbą napisania utworu w stylu Pixies, zespołu, który fascynował lidera Nirvany. Jak wyjaśnił:

Próbowałem napisać ostateczny kawałek pop. Muszę przyznać, że początkowo po prostu chciałem zrzynać od Pixies. Kiedy usłyszałem Pixies po raz pierwszy, identyfikowałem się z tym zespołem tak silnie, że chyba powinienem do nich dołączyć albo przynajmniej stworzyć zespół grający covery Pixies. Wykorzystaliśmy ich poczucie dynamiki – najpierw grasz cicho i miękko, a zaraz potem głośno i ostro.

Cobain zaczął pisać „Smells Like Teen Spirit” kilka tygodni przed rozpoczęciem sesji nagraniowej do albumu Nevermind w 1991. Gdy przedstawił wstępną wersję pozostałym członkom zespołu, utwór składał się tylko z głównego riffu oraz melodii refrenu. Krist Novoselic uznał, że melodia ta jest bezsensowna, więc Cobain kazał zespołowi przez półtorej godziny ćwiczyć tylko główny riff. W wywiadzie z 2001 Novoselic wspominał, że po ciągłym graniu tego samego fragmentu pomyślał: Chwila. Może byśmy tak trochę to zwolnili? I zacząłem grać refren, a Dave – rytm na perkusji. W rezultacie wszyscy trzej członkowie zespołu są wymieniani jako autorzy.
Tytuł utworu wziął się z żartobliwego napisu, jaki farbą w sprayu wykonała na ścianie mieszkania Cobaina przyjaciółka wokalisty, Kathleen Hanna (wówczas wokalistka zespołu Bikini Kill): „Kurt pachnie jak Teen Spirit” (ang. smells like Teen Spirit). Cobain zinterpretował ten napis jako slogan nawiązujący do idei rewolucji, gdyż często rozmawiali razem o anarchii, punk rocku i na podobne tematy. W rzeczywistości Hanna miała na myśli dezodorant Teen Spirit, który właśnie pojawił się w sprzedaży i którego używała Tobi Vail (wówczas dziewczyna Cobaina, również z Bikini Kill). Wokalista twierdził później, że nie zrozumiał aluzji, gdyż o istnieniu dezodorantu tej marki dowiedział się dopiero kilka miesięcy po wydaniu singla.
„Smells Like Teen Spirit” był jednym z kilku utworów Nirvany powstałych w wyniku współpracy z producentem Butchem Vigiem od momentu pierwszych wspólnych sesji nagraniowych w 1990. Przed rozpoczęciem nagrań zespół wysłał Vigowi kasetę demo z próbnymi wersjami utworów, w tym „Smells Like Teen Spirit”. Mimo że dźwięk na taśmie był zniekształcony (zespół nagrywał przy ustawionej wysokiej głośności), producent uznał, że utwory są obiecujące. Nirvana zarejestrowała „Smells Like Teen Spirit” w studiu Sound City w Los Angeles w maju 1991. Vig zasugerował kilka zmian aranżacyjnych w utworze, m.in. przeniesienie gitarowej improwizacji do refrenu i skrócenie go. Zespół nagrał kluczowe ścieżki w trzech podejściach, wybierając drugą z zarejestrowanych wersji do umieszczenia na singlu.

### Kompozycja
Utwór jest utrzymany w tonacji f-moll, z głównym riffem złożonym z czterech power chordów (F5-B5-As5-Des5), granych przez Cobaina jako seria szesnastek z synkopami. W nagraniu akordy gitarowe zostały na siebie podwójnie nałożone, gdyż zespół, zgodnie ze słowami Viga, „chciał, by brzmiały potężniej”. Dość nietypowym zabiegiem było zagranie akordów enigmatycznych na czterech strunach, przez co okazjonalnie przechodzą one w akordy typu „sus”. Ponieważ zaś akordów enigmatycznych nie można zaliczyć ani do skali molowej, ani do durowej, przypominają one progresję I-IV-bIII-bVI. Rikky Rooksby pisał o tym: To asymetryczna natura riffu Cobaina czyni go tak świetnym. Słuchacze często zauważali, że utwór przywodzi na myśl przebój grupy Boston z 1976, „More Than a Feeling”. Sam Cobain częściowo potwierdził tę opinię, mówiąc, że to był skopiowany riff. Jest bardzo podobny do riffu Boston albo do [utworu] „Louie Louie”.

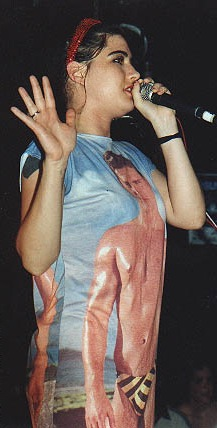
Kathleen Hanna – przyjaciółka Cobaina, która „wymyśliła” tytuł utworu

„Smells Like Teen Spirit” wykorzystuje dość konwencjonalną strukturę, składającą się z cztero-, ośmio- i 12-taktowych sekcji, w tym ośmiotaktowe strofy, ośmiotaktowy wstęp do refrenu i refren i 12-taktowy refren główny. Pomiędzy elementami struktury utworu występują wyraźne przejścia w głośności i dynamice. Ta budowa, cechująca się cichymi zwrotkami z chwiejnym, przepuszczonym przez efekt chorus dźwiękiem gitary i następującymi po nich wielkimi, głośnymi, inspirowanymi hardcore punkiem refrenami, stała się często powielanym wzorcem w rocku alternatywnym.
Utwór rozpoczyna Cobain, grając główny riff, po czym uruchamia przesterowanie w momencie, gdy włącza się reszta zespołu. Podczas strof Cobain gra prostą, dwunutową partię gitarową, a Novoselic – ośmionutową linię basu, stanowiącą zarys progresji akordów. Następnie Cobain powtarza te same dwie nuty w każdym takcie, śpiewając frazę „Hello, hello, hello, how low”, po czym kontynuuje w „głośnej” części refrenu główny riff. Po drugim refrenie Cobain gra 16-taktowe gitarowe solo, które naśladuje melodię jego śpiewu w strofie i „cichej” części refrenu. Trzecia i ostatnia strofa jest wydłużona przez Cobaina, powtarzającego wielokrotnie wers „A denial” mocno nadwerężonym (podczas wcześniejszych partii utworu) głosem.

### Wydanie i odbiór
„Smells Like Teen Spirit” został wydany 10 września 1991 jako pierwszy singel z albumu Nevermind i pierwsze nagranie zespołu pod szyldem wytwórni Geffen Records. Nie liczono na to, że stanie się przebojem, jednak singel trafił do studenckich rozgłośni radiowych i stacji grających alternatywnego rocka, które zaczęły często go odtwarzać. Danny Goldberg z firmy menedżerskiej Nirvany (Gold Mountain) przyznał później: Nikt z nas nie słyszał w tym crossoverowego singla, ale publika to natychmiast usłyszała (...) Usłyszeli go w alternatywnym radiu i ruszyli niczym lemingi, by go kupić. Teledysk miał swoją premierę w nadawanym późną nocą programie MTV, 120 Minutes, poświęconym rockowi alternatywnemu. Stał się na tyle popularny, że stacja zaczęła go emitować również w ciągu dnia. Wkrótce album Nevermind zaczął się sprzedawać w tempie tysięcy kopii na tydzień, spychając Dangerous Michaela Jacksona z pierwszej pozycji zestawienia najlepiej sprzedających się albumów (według magazynu Billboard) w styczniu 1992.
Utwór był nie tylko sukcesem komercyjnym, ale także zdobył uznanie krytyków. W 1991 zdobył pierwsze miejsca w corocznych plebiscytach Village Voice Pazz & Jop oraz Melody Maker, zaś na liście najlepszych singli roku magazynu Rolling Stone osiągnął miejsce drugie. Znalazł się też na szóstym miejscu zestawienia najlepszych singli według magazynu Billboard, podczas gdy Nevermind w tym samym tygodniu osiągnął pierwszą pozycję wśród albumów. Po zdobyciu pierwszego miejsca na liście Modern Rock Tracks otrzymał status platynowej płyty od Recording Industry Association of America. Mimo to wiele amerykańskich stacji CHR niechętnie odtwarzało utwór w normalnym czasie antenowym, poprzestając na godzinach nocnych. Utwór okazał się sukcesem również w innych krajach, na przykład w Wielkiej Brytanii zajął siódme miejsce na listach przebojów, spędzając na nich łącznie 184 tygodnie. Został dwukrotnie nominowany do Nagrody Grammy, w kategoriach: Best Hard Rock Performance oraz Best Rock Song, przegrał jednak rywalizację z utworami: „Give It Away” Red Hot Chili Peppers oraz „Laylą” Erica Claptona. Nagrodzenie 20-letniej piosenki Claptona (na dodatek w jej akustycznej aranżacji) w kategorii rockowej zamiast „Smells Like Teen Spirit” zostało nazwane przez magazyn Entertainment Weekly jednym z 10 największych nieporozumień w historii Grammy.
W 1992 Michael Azerrad pisał o utworze na łamach magazynu Rolling Stone: jest hymnem (a może antyhymnem?) generacji 'dlaczego pytać dlaczego?'. Tylko nie nazywajcie Cobaina głosem pokolenia. W podobnym tonie wypowiadali się inni przedstawiciele prasy muzycznej. The New York Times zauważył, że „Smells Like Teen Spirit” mógłby być nową wersją „Anarchy in the U.K.” grupy Sex Pistols gdyby nie gorzka ironia przebijająca z tytułu. Nikt nie wie tak dobrze jak Nirvana, że nastoletni duch jest taśmowo rozlewany do butelek, opakowywany w folię i sprzedawany. Zespół czuł się niekomfortowo z powodu sukcesu singla i na późniejszych koncertach na przekór temu nie wykonywał „Smells Like Teen Spirit”. Na krótko przed wydaniem następnego albumu, In Utero, Novoselic zaznaczył: gdyby nie ‘Teen Spirit’, nie wiem jak by było z Nevermind, dodając: nie ma następnych ‘Teen Spiritów’ na In Utero. Cobain wyjaśnił niechęć do wykonywania utworu na żywo: Ciągle lubię ‘Teen Spirit’, ale teraz prawie wstydzę się go grać (...) Wszyscy są tak bardzo skupieni na tym kawałku.
Utwór cieszył się uznaniem krytyków jeszcze długo po swojej premierze. W 2000 MTV i Rolling Stone umieściły „Smells Like Teen Spirit” na trzecim miejscu swojej wspólnej listy 100 najpopularniejszych utworów, tuż za „Yesterday” Beatlesów i „(I Can’t Get No) Satisfaction” Rolling Stonesów. Projekt „Songs of the Century” organizacji Recording Industry Association of America z 2001 przyznał utworowi miejsce 80. Magazyn NME nagrodził przebój Nirvany drugim miejscem na liście „100 najlepszych singli wszech czasów”, zaś w 2003 VH1 umieścił „Smells Like Teen Spirit” na szczycie swojej listy „100 największych hitów ostatnich 25 lat”. W tym samym roku utwór zajął trzecią pozycję w plebiscycie zorganizowanym przez magazyn Q. Na liście 500 utworów wszech czasów magazynu Rolling Stone z 2004 utwór uplasował się na miejscu dziewiątym, opisany jako fala uderzeniowa, która zmiotła ociągający się jive lat 80. z mapy muzyki popularnej. W odróżnieniu od większości gazet i magazynów muzycznych tygodnik Time, wypowiadając się o Nevermind, uznał „Smells Like Teen Spirit” za być może najgorszy utwór na albumie.

### Tekst i interpretacja
Tekst „Smells Like Teen Spirit” może być niełatwy do zrozumienia dla słuchaczy (co jest spowodowane absurdalną treścią i gardłowym, niewyraźnym śpiewem Cobaina). Problem został spotęgowany przez fakt, że broszura dołączona do Nevermind nie zawierała tekstów utworów (poza krótkimi fragmentami). Sposób nagrania i poziom czytelności tekstu spowodował trudności w nadawaniu „Smells Like Teen Spirit” przez stacje radiowe. Agent Geffen Records zrelacjonował słowa przedstawicieli jednej ze stacji radiowych:

Nie możemy tego grać. Nie rozumiem, o czym śpiewa wokalista.

MTV przygotowała wersję teledysku, w której na dole ekranu pojawiał się tekst utworu. Teledysk był nadawany w okresie zmiany repertuaru stacji na bardziej rockowy. Słowa utworu zostały umieszczone w broszurce dołączonej do singla „Lithium”, wydanego w 1992. Amerykański krytyk Dave Marsh stwierdził, że „Smells Like Teen Spirit” to „Louie Louie” lat 90., a o swoich próbach odszyfrowania znaczenia słów napisał:

Podobnie jak „Louie”, „Teen Spirit” ujawnia swoje sekrety i zagadki niezwykle opornie (...) Moje wyobrażenia na temat znaczenia były trochę lepsze (a przynajmniej bardziej zadowalające) niż to, o czym rzeczywiście śpiewała Nirvana (...) Co gorsza, po zapoznaniu się z oficjalną wersją znaczenia utworu nie jestem pewien, czy wiem na ten temat więcej niż przedtem.

„Smells Like Teen Spirit” często jest odbierany jako hymn rewolucji nastolatków, a teledysk dostarczył dodatkowych przesłanek, by opowiadać się za taką interpretacją. W książce Michaela Azerrada Come as You Are: The Story of Nirvana Cobain ujawnił, że czuł potrzebę opisania środowiska, z jakim stykał się w okresie dojrzewania. Książka Teen Spirit: The Stories Behind Every Nirvana Song opisuje utwór jako typowy dla Cobaina mroczny sposób poszukiwania znaczenia i jego braku. Azerrad przedstawił zestawienie sprzecznych ze sobą tekstów Cobaina (np. „Fajnie jest przegrywać i udawać”) i stwierdził:

Rzeczą, która bije w oczy i wyróżnia się najbardziej nie jest jedynie sprzeczność tekstów, ale konfuzja, zdezorientowanie i gniew, jaki ta sprzeczność wywołuje u narratora – jest zły dlatego, że jest zdezorientowany. Utwór jest ironiczną odpowiedzią na tendencje rewolucyjne, jednocześnie jednak „Teen Spirit” wydaje się popierać ten pomysł.

Charles R. Cross w swojej biografii Kurta Cobaina Cięższy od nieba (tytuł oryg.: Heavier Than Heaven) twierdzi, że tekst do „Smells Like Teen Spirit” był zainspirowany nie tylko gniewem, znudzeniem i ironią. Uważa, że specyficzny wydźwięk słów utworu jest spowodowany zerwaną znajomością Cobaina z jego byłą partnerką, Tobi Vail. Cross cytuje jeden z wersów utworu: Jest znudzona i pewna siebie i pisze, że utwór nie może być o nikim innym. Swój argument autor popiera teorią, że teksty utrzymane w podobnym klimacie są spotykane zarówno w poprzednich utworach Nirvany, jak i w pierwowzorach tekstu „Teen Spirit” (np. kto będzie królem i królową nowego odrzuconego pokolenia nastolatków?).
Cobain powiedział tuż po wydaniu singla:

Utwór był oparty na wielu sprzecznych ze sobą pomysłach. Jest raczej żartem z idei rewolucji. Rewolucja jest jednak niegłupim pomysłem.

Perkusista zespołu Dave Grohl stwierdził, że utwór nie ma żadnego przekazu i powiedział:

Fakt, że Kurt napisał słowa do „Smells Like Teen Spirit” zaledwie pięć minut przed ich pierwszym zaśpiewaniem, dowodzi, że utwór nie ma zbyt wiele do powiedzenia o czymkolwiek. Kurt potrzebował jedynie dobrych rymów i sylab, by wypełnić wersy.

### Teledysk

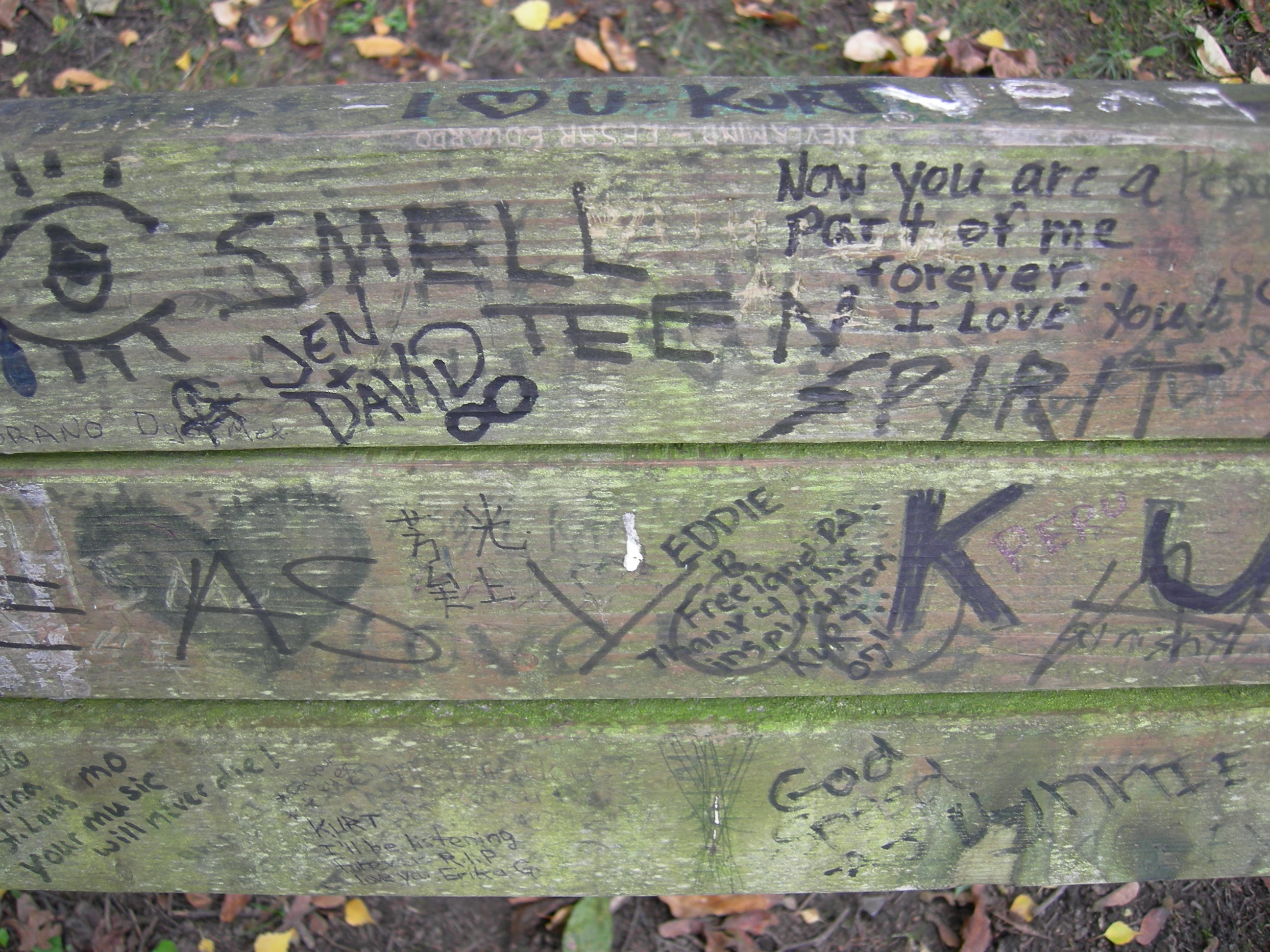
Ławka w Viretta Park, niedaleko domu Cobaina. Wśród napisów widoczny tytuł utworu.

„Smells Like Teen Spirit” był pierwszym teledyskiem wyreżyserowanym przez Samuela Bayera, współpracującego później z takimi artystami, jak Green Day, Metallica i The Smashing Pumpkins. Grupa zatrudniła Bayera głównie dlatego, że miał niskie wymagania co do swojego wynagrodzenia. Zespół chciał, by teledysk został utrzymany w klimacie punkowym, dlatego też w trakcie przedstawiony w nim szkolny koncert kończy się destrukcją sceny. Są w nim też obecne nawiązania do filmów Over the Edge w reżyserii Jonathana Kaplana (1979) i Rock ’n’ Roll High School, w którym wystąpił zespół Ramones. Nagrania dokonano w Culver City w Kalifornii. Wideo przedstawia zespół grający w sali gimnastycznej koncert dla uczniów szkoły średniej. W tle widoczne są cheerleaderki ubrane w czarne sukienki z anarchistycznymi symbolami wyszytymi z przodu. Pod koniec teledysku zgromadzonych uczniów ogarnia szał – niszczą wystrój sali oraz instrumenty zespołu. Statyści grający uczestników koncertu zostali zmuszeni do pozostania na swoich miejscach przez całe popołudnie przeznaczone na nagrywanie (proces powtarzano wielokrotnie). Bayer po namowach Cobaina pozwolił statystom na moshing w trakcie grania ostatniego refrenu utworu. Cobain powiedział:

Po kilku godzinach zmuszania dzieciaków do tańczenia, zaczęły nam odpowiadać „spierdalaj” – były bardzo zmęczone tym wszystkim.

Cobain nie zaakceptował zakończenia teledysku zaproponowanego przez Bayera i stworzył własne. W ostatecznej wersji teledysku wykorzystano wersję Cobaina. Dodano do niej ujęcie przedstawiające twarz wokalisty w całości, podczas gdy przez dłuższy czas trwania teledysku jest ona zasłonięta. Bayer w jednym z późniejszych wywiadów powiedział, że Cobain był jednym z niewielu artystów, z którym pracował, który nie zwracał uwagi na próżność i brak oryginalności teledysku. Jak wyznał: Teledysk zawierał coś, co idealnie opisywało zespół.
Teledysk, podobnie jak sam utwór, został dobrze przyjęty przez krytykę. David Fricke z magazynu Rolling Stone opisał utwór jako najlepszy koncert, jaki można sobie wymarzyć. „Teen Spirit” zwyciężył w sondzie przeprowadzonej w 1991 przez magazyn Pazz & Jop w kategorii wideo. Nirvana zdobyła też w dwóch kategoriach nagrodę MTV Video Music Awards w 1992 roku: MTV Video Music Award for Best New Artist i MTV Video Music Award for Best Alternative Video. Teledysk został wpisany w 2000 do Księgi rekordów Guinnessa jako najczęściej nadawany w telewizji MTV Europe. W późniejszych latach Amy Finnerty, ówcześnie członek Wydziału Programowania MTV, stwierdziła, że „Teen Spirit” zmienił oblicze i wygląd MTV oraz dał MTV nową świeżość, nową generację muzyki do pokazywania i sprzedawania. Telewizja VH1 umieściła debiut „Teen Spirit” na 18. miejscu swojej listy „100 najlepszych Rock & Rollowych momentów w telewizji” swój wybór argumentując: Teledysk wszedł do kultury rockowej z wielkim impetem, przynosząc nową świeżość i siłę w muzyce i kulturze. W 2001 VH1 umieściła dzieło Nirvany na 4. miejscu listy „100 najlepszych teledysków”. Powstawały też parodie, w tym autorstwa Weird Ala Yankovica – „Smells Like Nirvana” i Boba Sinclaira – „Rock This Party (Everybody Dance Now)”.
W grudniu 2019 klip osiągnął miliard wyświetleń na platformie YouTube.

### Występy na żywo
„Smells Like Teen Spirit” został zagrany na żywo po raz pierwszy 17 kwietnia 1991 w OK Hotel w Seattle. Zapis koncertu znajduje się na DVD dołączonym do box setu With the Lights Out – fragmenty tego występu znajdują się na płycie DVD dołączonej do ekskluzywnej reedycji Nevermind oraz na ścieżce dźwiękowej filmu Hype!. Ponieważ tekst utworu w momencie jego pierwszego wykonania na koncercie nie był jeszcze ukończony, istnieją rozbieżności pomiędzy wersją pierwotną (zagraną 17 kwietnia 1991) a ostateczną. Na przykład utwór zagrany na pierwszym koncercie zaczynał się od wersu „Come out and play, make up the rules”, podczas gdy wersja późniejsza zaczyna się od słów „Load up on guns, bring your friends”. Nagranie wersji pierwotnej dostępne jest na box secie With the Lights Out oraz na Sliver: The Best of the Box. Podobne do pierwotnej postaci nagranie koncertu znajduje się na filmie 1991: The Year Punk Broke.
Nirvana często odgrywała utwór na żywo ze zmienionym (w stosunku do wersji studyjnej) tempem i zmodyfikowanym tekstem. Niektóre wykonania koncertowe posiadają wers „our little group has always been” zmieniony na „our little tribe has always been” – ta wersja obecna jest na albumie koncertowym From the Muddy Banks of the Wishkah, wydanym w 1996. Rolling Stone ocenił ten wariant: Gitara Cobaina wymyka się z muzycznych granic utworu, krzesając nowe życie z tego już prawie ogranego do szczętu hitu. Podczas występu Nirvany w nadawanym przez telewizję BBC programie Top of the Pops zespół nie zgodził się na odegranie pierwotnej wersji i Cobain zaśpiewał utwór, co było dla niego nietypowe, słabym i niskim głosem oraz zmodyfikował kilkanaście wersów tekstu (np. „Load up on guns, bring your friends” zmienił na „Load up on drugs, kill your friends”). W jednym z późniejszych wywiadów Cobain wyznał, że starał się naśladować wokalistę The Smiths, Morrisseya. Magazyn The Observer stwierdził, że występ Nirvany przyczynił się do wejścia „Teen Spirit” do pierwszej dziesiątki brytyjskich list przebojów. Gdy w 2006 zakończono nadawanie programu Top of the Pops, The Observer umieścił ówczesne wykonanie „Smells Like Teen Spirit” na 3. miejscu spośród wszystkich, jakie miały miejsce w historii programu. Wersja ta znajduje się na albumie wideo Live! Tonight! Sold Out!! wydanym w 1994.

## Covery utworu
Jednym z pierwszych coverów była fortepianowa wersja autorstwa Tori Amos, umieszczona na EP „Crucify”, którą Cobain ocenił jako dobrą, śniadaniową, lekką alternatywę dla utworu. Jazzowe trio The Bad Plus nagrało utwór na swoim albumie These Are the Vistas, własne wersje stworzyły też grupy Melvins i Xorcist. Tribute albumy zawierające „Smells Like Teen Spirit” nagrali: Blanks 77 (Smells Like Bleach: A Punk Tribute to Nirvana) i Beki Bondage (Smells Like Nirvana), obydwa te albumy wydano w 2000. Swingową wersję stworzył w 2005 gwiazdor muzyki z lat 50., Paul Anka, w 2006 grupa Flyleaf nagrała utwór na potrzeby serwisu Launchcast, zaś Patti Smith w 2007 do swojego wykonania, zamieszczonego na albumie Twelve, dołączyła fragmenty własnej poezji.
W wersji zespołu The Moog Cookbook nagranie oparte jest na dźwięku syntezatora (zostało umieszczone na albumie The Moog Cookbook). Japoński artysta Dokaka stworzył wersję, której podstawą jest beatbox. Z kolei brytyjska grupa The Flying Pickets nagrała cover a cappella utworu, który znalazł się na albumie The Original Flying Pickets: Volume 1.
Dzieło Nirvany było na przestrzeni lat adaptowane do różnych celów. Niemiecka grupa Atari Teenage Riot użyła sampla „Smells Like Teen Spirit” w swoim utworze „Atari Teenage Riot” z albumu Burn, Berlin, Burn! wydanego w 1997. Zespół Balloon użył motywu z utworu w „Monstersound”. Nieco zmieniona wersja instrumentalna nagrania (została zatytułowana „Self High-Five”, by uniknąć komplikacji prawnych związanych z naruszeniem praw autorskich) została wyprodukowana przez World Championship Wrestling jako utwór grany na wejście dla zawodnika Diamond Dallas Page. Żartobliwy, kabaretowy cover utworu został zaprezentowany w musicalu Moulin Rouge!.
W 2013 roku Jay-Z i Justin Timberlake nagrali utwór Holy Grail na album Magna Carta... Holy Grail, gdzie wykorzystano interpolację piosenki.
„Smells Like Teen Spirit” stał się też inspiracją dla twórców parodii. Weird Al Yankovic nawiązał do utworu w piosence „Smells Like Nirvana” (1992).

## Listy utworów i formaty singla
| UK (7” winyl) (DGC 5) 1. „Smells Like Teen Spirit” (Cobain, Grohl, Novoselic) – 4:30 2. „Drain You” (Cobain) – 3:43 UK (12” winyl) (DGCT 5) 1. „Smells Like Teen Spirit” (Cobain, Grohl, Novoselic) – 5:01 2. „Drain You” (Cobain) – 3:43 3. „Even in His Youth” (Cobain, Grohl, Novoselic) – 3:03 - Zawiera wersję albumową „Smells Like Teen Spirit”. UK (singel CD) (DGCTD 5) 1. „Smells Like Teen Spirit” (Cobain, Grohl, Novoselic) – 4:30 2. „Drain You” (Cobain) – 3:43 3. „Even in His Youth” (Cobain, Grohl, Novoselic) – 3:03 4. „Aneurysm” (Cobain, Grohl, Novoselic) – 4:44 UK (12” winyl) (DGCTP 5) 1. „Smells Like Teen Spirit” (Cobain, Grohl, Novoselic) – 5:01 2. „Even in His Youth” (Cobain, Grohl, Novoselic) – 3:03 3. „Aneurysm” (Cobain, Grohl, Novoselic) – 4:44 - Zawiera wersję albumową „Smells Like Teen Spirit”. | US 7” winyl (DGCS7-19050) 1. „Smells Like Teen Spirit” (Cobain, Grohl, Novoselic) – 4:30 2. „Even in His Youth” (Cobain, Grohl, Novoselic) – 3:03 US (singel CD) (DGCDS-21673) 1. „Smells Like Teen Spirit” (Cobain, Grohl, Novoselic) – 4:30 2. „Even in His Youth” (Cobain, Grohl, Novoselic) – 3:03 3. „Aneurysm” (Cobain, Grohl, Novoselic) – 4:44 US (kaseta) (DGCCS-19050) 1. „Smells Like Teen Spirit” (Cobain, Grohl, Novoselic) – 4:30 2. „Even in His Youth” (Cobain, Grohl, Novoselic) – 3:03 |

Wersja singlowa utworu (ukazana na teledysku) jest krótsza od wersji albumowej o ok. 30 sekund. Usunięte zostały dwa powtórzenia riffu na początku utworu, podobnie pierwsza sekcja partii solowej. Ponadto singel błędnie podaje długość utworu „Even in His Youth” (4:20).

## Pozycje na listach przebojów
| Lista (1991)                 | Pozycja |
| ---------------------------- | ------- |
| Szwecja                      | 3       |
| UK Singles Chart             | 7       |
| Billboard Modern Rock Tracks | 1       |
| Lista (1992)                 | Pozycja |
| Australia                    | 5       |
| Austria                      | 8       |

| Lista (1992)                                 | Pozycja |
| -------------------------------------------- | ------- |
| Francja                                      | 1       |
| Norwegia                                     | 2       |
| Szwajcaria                                   | 6       |
| Billboard Hot 100                            | 6       |
| Billboard Mainstream Rock Songs              | 7       |
| Billboard Hot Dance Music/Club Play          | 14      |
| Billboard Hot Dance Music/Maxi-Singles Sales | 27      |